# Lannéanou
Lannéanou (en bretó Lanneanoù) és un municipi francès, situat a la regió de Bretanya, al departament de Finisterre. L'any 2006 tenia 362 habitants.

## Demografia
| 1962                                       | 1968 | 1975 | 1982 | 1990 | 1999 |
| ------------------------------------------ | ---- | ---- | ---- | ---- | ---- |
| 548                                        | 499  | 427  | 356  | 357  | 341  |
| Des de 1962: població sense dobles comptes |      |      |      |      |      |

## Administració
| Període   | Identitat      | Partit |
| --------- | -------------- | ------ |
| 2001-2008 | Jean Le Roux   |        |
| 2008-     | Michèle Beuzit |        |